# Dieudonné Datonou
Dieudonné Datonou, né le 3 mars 1962, est un archevêque béninois de l'Église catholique romaine. Il travaille au service diplomatique du Saint-Siège depuis 1995. Le 7 octobre 2021, il est nommé nonce apostolique au Burundi et élevé au rang d'archevêque,. Il est le premier Béninois à porter le titre de nonce,.

## Biographie

### Origines et études
Dieudonné Datonou naît le 3 mars 1962 à Dékanmè. Il obtient un diplôme en droit civil et canonique de l'Université pontificale du Latran en 1995.

### Ordination et nomination
Dieudonné Datonou est ordonné prêtre de l'archidiocèse de Cotonou le 7 décembre 1989. Il entre au service diplomatique du Saint-Siège le 1er juillet 1995. Il remplit des missions dans les bureaux de ses représentants en Angola (en) (1995-1998), en Équateur (en) (1998-2001), au Cameroun (secrétaire, 2001-2004), en Iran (en) (2004-2006), en Inde (en), au Népal (en) (2006-2009) et au Salvador (2009-2014). Il travaille aussi dans la section des Affaires générales de la Secrétairerie d'État où il devient en 2021 coordinateur des voyages du Pape. Il est chargé d'organiser le voyage du pape François en Irak en mars 2021, en Hongrie et Slovaquie en septembre 2021. Ses collègues du Vatican le surnomment le shérif.
Le 12 septembre 2021, lors d'une conférence de presse en route pour Budapest, le pape François a mentionné que Dieudonné Datonou deviendrait bientôt évêque. Le 7 octobre 2021, le pape François le nomme nonce apostolique au Burundi et archevêque titulaire de Vico Equense (de). Le 20 novembre 2021, il reçoit la consécration épiscopale par le cardinal Pietro Parolin, les coconsécrateurs sont le cardinal Luis Antonio Tagle et l'archevêque Edgar Peña Parra,,,,.

## Ouvrages
- Du concept de patrimoine commun de l’humanité aux droits de l’humanité. Étude historico-juridique du concept de patrimoine commun de l’humanité en droit international, Rome, Pontificia Università Lateranense, 1995 (OCLC 948994871)[15]
- Lettre à deux chefs d'état africains: Pour une aube nouvelle, Cotonou, Ruisseaux d'Afrique, 2006 (ISBN 978-99919-53-43-4)
- Fleur de la terre, semence d'éternité: hommage à son éminence Bernardin Cardinal Gantin, Cotonou, Star Editions, 2007 (ISBN 978-99919-62-49-8)